# قدر صهر

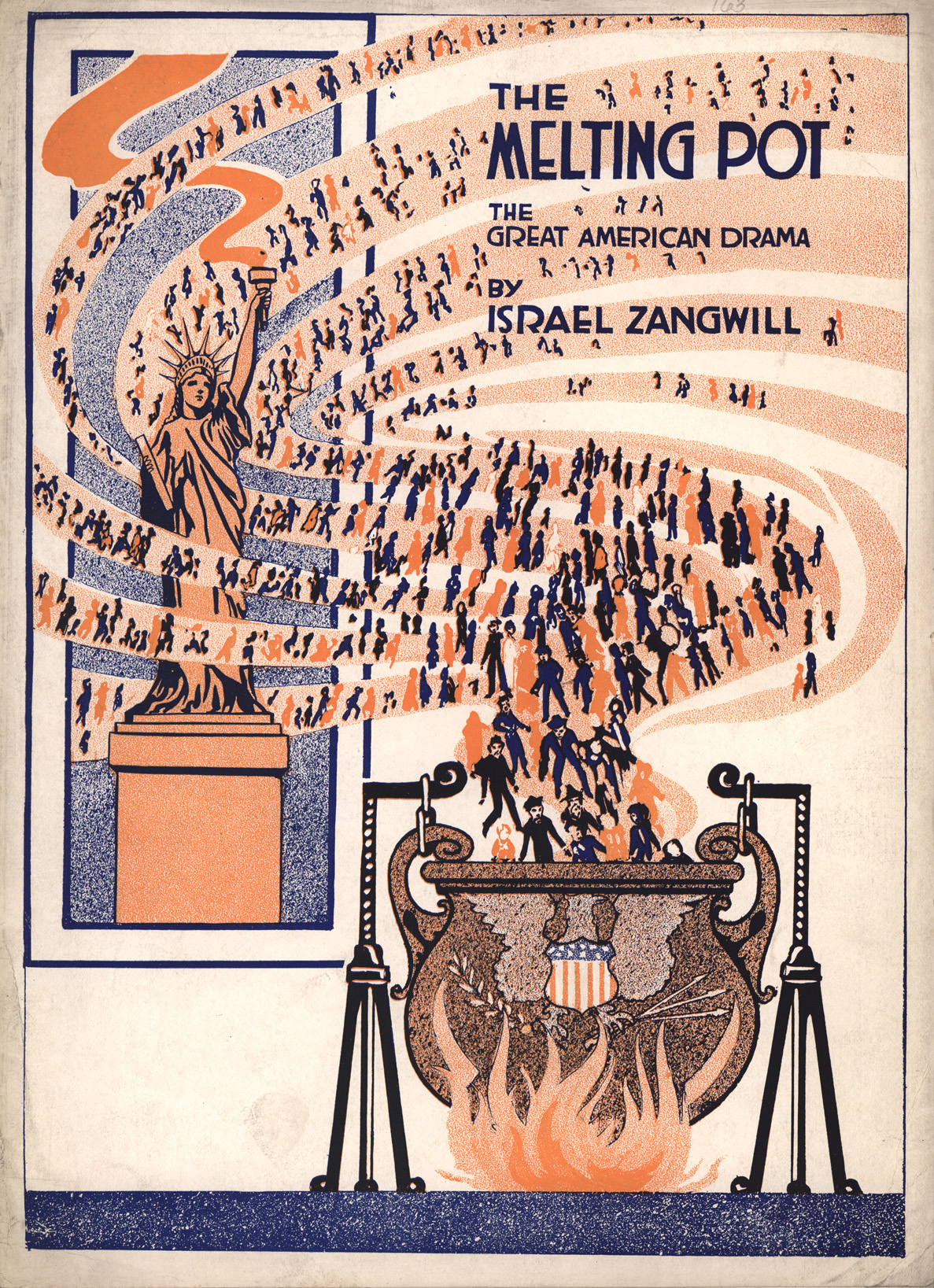
صورة الولايات المتحدة كقدر صهر تمّ تعميمها من قبل مسرحية قدر الصهر التي عرضت سنة 1908

قدر الصهر هو استعارة لمجتمع غير متجانس يصبح أكثر تجانسا، مختلف العناصر «تنصهر معا» في وحدة متناغمة لها ثقافة موحدة. ويستعمل هذا المصطلح لوصف استيعاب المهاجرين للولايات المتحدة وبدأ استعماله في ثمانينيات القرن الثامن عشر.